# Neuvième circonscription de la Moselle
La neuvième circonscription de la Moselle est l'une des neuf circonscriptions législatives françaises que compte le département de la Moselle (57) situé en région Grand Est. 

## Description géographique et démographique

Carte de la neuvième circonscription de la Moselle de 1986 à 2012

### De 1988 à 2010
Le département avait dix circonscriptions.
La neuvième circonscription de la Moselle a été créée par le découpage électoral de la loi no 86-1197 du 24 novembre 1986
, elle regroupait les divisions administratives suivantes : 
- canton de Cattenom
- canton de Sierck-les-Bains
- canton de Thionville-Est
- canton de Thionville-Ouest
- canton d'Yutz.

D'après le recensement général de la population en 1999, réalisé par l'Institut national de la statistique et des études économiques (INSEE), la population de cette circonscription était estimée à 97 057 habitants,.

### Depuis 2012
Le redécoupage des circonscriptions législatives réalisé en 2010 et entrant en application à compter des élections législatives de juin 2012, a modifié le nombre de circonscriptions du département (passant de dix à neuf) et la composition de cette circonscription :
- canton de Cattenom
- canton de Metzervisse
- canton de Sierck-les-Bains
- canton de Thionville-Est
- canton de Thionville-Ouest
- canton d'Yutz (moins la commune de Terville).

## Historique des députations
| Législature | Début de mandat  | Fin de mandat    | Député              | Parti politique | Observations                                                                                       |
| ----------- | ---------------- | ---------------- | ------------------- | --------------- | -------------------------------------------------------------------------------------------------- |
| IXe         | 23 juin 1988     | 1er avril 1993   | Jean-Marie Demange  | RPR             | |
| Xe          | 2 avril 1993     | 21 avril 1997    | Jean-Marie Demange, | RPR,            | Mandat écourté à la suite d'une dissolution parlementaire décidée par Jacques Chirac.              |
| XIe         | 12 juin 1997     | 18 juin 2002     | Jean-Marie Demange, | RPR,            | |
| XIIe        | 19 juin 2002     | 19 juin 2007     | Jean-Marie Demange, | UMP,            | |
| XIIIe       | 20 juin 2007     | 17 novembre 2008 | Jean-Marie Demange  | UMP             | À la suite du décès de M. Demange le 17 novembre 2008, sa suppléante lui succède le 18 novembre.   |
| XIIIe       | 18 novembre 2008 | 19 juin 2012     | Anne Grommerch      | UMP             | À la suite du décès de M. Demange le 17 novembre 2008, sa suppléante lui succède le 18 novembre.   |
| XIVe        | 20 juin 2012     | 15 avril 2016    | Anne Grommerch      | UMP             | À la suite du décès d'Anne Grommerch le 15 avril 2016, son suppléant lui succède le 16 avril 2016. |
| XIVe        | 16 avril 2016    | 20 juin 2017     | Patrick Weiten      | UDI             | À la suite du décès d'Anne Grommerch le 15 avril 2016, son suppléant lui succède le 16 avril 2016. |
| XVe         | 21 juin 2017     | 21 juin 2022     | Isabelle Rauch      | REM             | |

## Historique des élections
Voici la liste des résultats des élections législatives dans la circonscription depuis le découpage électoral de 1986 : 

### Élection de 1988
| Candidat       | Candidat                         | Parti          | Premier tour | Premier tour | Second tour | Second tour |  |
| Candidat       | Candidat                         | Parti          | Voix         | %            | Voix        | %           |  |
| -------------- | -------------------------------- | -------------- | ------------ | ------------ | ----------- | ----------- |  |
|                | Jean-Marie Demange sortant réélu | RPR (URC)      | 16 170       | 42,51        | 21 643      | 50,82       |  |
|                | Robert Malgras                   | PS             | 15 095       | 39,68        | 20 945      | 49,18       |  |
|                | Josyane Laprévotte               | FN             | 3 396        | 8,93         |             |             |  |
|                | Roger Morel                      | PCF            | 2 951        | 7,76         |             |             |  |
|                | Mario Lippis                     | Divers droite  | 238          | 0,63         |             |             |  |
|                | Jacques Cheminade                | POE            | 189          | 0,5          |             |             |  |
|                |                                  |                |              |              |             |             |  |
| Inscrits       | Inscrits                         | Inscrits       | 64 038       | 100,00       | 64 032      | 100,00      |  |
| Abstentions    | Abstentions                      | Abstentions    | 25 163       | 39,29        | 20 426      | 31,9        |  |
| Votants        | Votants                          | Votants        | 38 875       | 60,71        | 43 606      | 68,1        |  |
| Blancs et nuls | Blancs et nuls                   | Blancs et nuls | 836          | 2,15         | 1 018       | 2,33        |  |
| Exprimés       | Exprimés                         | Exprimés       | 38 039       | 97,85        | 42 588      | 97,67       |  |

Le suppléant de Jean-Marie Demange était Jean-Pierre Heitz, conseiller général du canton d'Yutz, maire d'Illange.

### Élection de 1993
| Candidat       | Candidat                         | Parti          | Premier tour | Premier tour | Second tour | Second tour |  |
| Candidat       | Candidat                         | Parti          | Voix         | %            | Voix        | %           |  |
| -------------- | -------------------------------- | -------------- | ------------ | ------------ | ----------- | ----------- |  |
|                | Jean-Marie Demange sortant réélu | RPR (UPF)      | 15 796       | 42,27        | 22 057      | 69,96       |  |
|                | Guy Manoux                       | FN             | 5 451        | 14,59        | 9 471       | 30,04       |  |
|                | Éric Michel                      | PS (ADFP)      | 5 049        | 13,51        |             |             |  |
|                | Gérard Botella                   | GÉ (EÉ)        | 3 367        | 9,01         |             |             |  |
|                | Roger Morel                      | PCF            | 2 627        | 7,03         |             |             |  |
|                | Marie-Ange Eustache              | Divers         | 2 258        | 6,04         |             |             |  |
|                | Thérèse Roussel                  | LT-LNÉ         | 1 768        | 4,73         |             |             |  |
|                | René Schroeder                   | Extrême droite | 1 056        | 2,83         |             |             |  |
|                |                                  |                |              |              |             |             |  |
| Inscrits       | Inscrits                         | Inscrits       | 66 087       | 100,00       | 66 087      | 100,00      |  |
| Abstentions    | Abstentions                      | Abstentions    | 25 992       | 39,33        | 27 883      | 42,19       |  |
| Votants        | Votants                          | Votants        | 40 095       | 60,67        | 38 204      | 57,81       |  |
| Blancs et nuls | Blancs et nuls                   | Blancs et nuls | 2 723        | 6,79         | 6 676       | 17,47       |  |
| Exprimés       | Exprimés                         | Exprimés       | 37 372       | 93,21        | 31 528      | 82,53       |  |

Le suppléant de Jean-Marie Demange était Jean-Pierre Heitz.

### Élection de 1997
| Candidat       | Candidat                         | Parti          | Premier tour | Premier tour | Second tour | Second tour |  |
| Candidat       | Candidat                         | Parti          | Voix         | %            | Voix        | %           |  |
| -------------- | -------------------------------- | -------------- | ------------ | ------------ | ----------- | ----------- |  |
|                | Jean-Marie Demange sortant réélu | RPR            | 14 538       | 36,78        | 21 909      | 52,12       |  |
|                | Bertrand Mertz                   | PS             | 9 139        | 23,12        | 20 125      | 47,88       |  |
|                | Guy Manoux                       | FN             | 6 923        | 17,51        |             |             |  |
|                | Catherine Secondé                | MÉI            | 2 722        | 6,89         |             |             |  |
|                | Dominique Méli                   | PCF            | 1 868        | 4,73         |             |             |  |
|                | Régis Liévrard                   | LO             | 1 411        | 3,57         |             |             |  |
|                | Paul Palz                        | Divers gauche  | 966          | 2,44         |             |             |  |
|                | Philippe Doublier                | LDI (MPF)      | 754          | 1,91         |             |             |  |
|                | Thérèse Rabatel                  | SÉGA           | 727          | 1,84         |             |             |  |
|                | Joseph Cardillo                  | MDC            | 479          | 1,21         |             |             |  |
|                |                                  |                |              |              |             |             |  |
| Inscrits       | Inscrits                         | Inscrits       | 66 765       | 100,00       | 66 765      | 100,00      |  |
| Abstentions    | Abstentions                      | Abstentions    | 25 232       | 37,79        | 22 368      | 33,5        |  |
| Votants        | Votants                          | Votants        | 41 533       | 62,21        | 44 397      | 66,5        |  |
| Blancs et nuls | Blancs et nuls                   | Blancs et nuls | 2 006        | 4,83         | 2 363       | 5,32        |  |
| Exprimés       | Exprimés                         | Exprimés       | 39 527       | 95,17        | 42 034      | 94,68       |  |

Le suppléant de Jean-Marie Demange était Jean-Marie Blanchet, conseiller général du canton de Sierck-les-Bains, maire de Sierck-les-Bains, professeur de collège.

### Élection de 2002
| Candidat       | Candidat                         | Parti            | Premier tour | Premier tour | Second tour | Second tour |  |
| Candidat       | Candidat                         | Parti            | Voix         | %            | Voix        | %           |  |
| -------------- | -------------------------------- | ---------------- | ------------ | ------------ | ----------- | ----------- |  |
|                | Jean-Marie Demange sortant réélu | UMP              | 18 677       | 49,69        | 20 789      | 60,62       |  |
|                | Bertrand Mertz                   | PS               | 10 729       | 28,54        | 13 503      | 39,38       |  |
|                | Monique Stutz                    | FN               | 3 851        | 10,25        |             |             |  |
|                | Lionel Bieder                    | Divers droite    | 1 010        | 2,69         |             |             |  |
|                | Christelle Schaffner             | PCF              | 828          | 2,2          |             |             |  |
|                | Éric Lemaitre                    | MÉI              | 750          | 2            |             |             |  |
|                | Catherine Lainez                 | LCR              | 561          | 1,49         |             |             |  |
|                | Marc Grosse                      | MNR              | 354          | 0,94         |             |             |  |
|                | Pascal Lajugie                   | Pôle républicain | 351          | 0,93         |             |             |  |
|                | André Jacques                    | RCF              | 273          | 0,73         |             |             |  |
|                | José Arias Ortega                | PT               | 203          | 0,54         |             |             |  |
|                |                                  |                  |              |              |             |             |  |
| Inscrits       | Inscrits                         | Inscrits         | 70 980       | 100,00       | 70 977      | 100,00      |  |
| Abstentions    | Abstentions                      | Abstentions      | 32 684       | 46,05        | 35 645      | 50,22       |  |
| Votants        | Votants                          | Votants          | 38 296       | 53,95        | 35 332      | 49,78       |  |
| Blancs et nuls | Blancs et nuls                   | Blancs et nuls   | 709          | 1,85         | 1 040       | 2,94        |  |
| Exprimés       | Exprimés                         | Exprimés         | 37 587       | 98,15        | 34 292      | 97,06       |  |

Le suppléant de Jean-Marie Demange était Patrick Luxembourger, maire de Terville, avocat.

### Élections de 2007
| Candidat       | Candidat                         | Parti          | Premier tour | Premier tour | Second tour | Second tour |  |
| Candidat       | Candidat                         | Parti          | Voix         | %            | Voix        | %           |  |
| -------------- | -------------------------------- | -------------- | ------------ | ------------ | ----------- | ----------- |  |
|                | Jean-Marie Demange sortant réélu | UMP            | 15 724       | 41,57        | 19 840      | 55,11       |  |
|                | Bertrand Mertz                   | PS             | 8 911        | 23,56        | 16 163      | 44,89       |  |
|                | Patrick Luxembourger             | Divers droite  | 5 703        | 15,08        |             |             |  |
|                | Catherine Baillot                | UDF–MoDem      | 2 448        | 6,47         |             |             |  |
|                | Jean-Louis Renard                | FN             | 1 394        | 3,69         |             |             |  |
|                | Eliane Romani                    | Les Verts      | 1 071        | 2,83         |             |             |  |
|                | Catherine Casilli                | LCR            | 629          | 1,66         |             |             |  |
|                | Gilbert Nucéra                   | PCF            | 569          | 1,5          |             |             |  |
|                | Rachid Bahloul                   | PRG            | 296          | 0,78         |             |             |  |
|                | Nadine Cappronnier               | MÉI            | 287          | 0,76         |             |             |  |
|                | Jamel Mouhli                     | Divers         | 252          | 0,67         |             |             |  |
|                | Catherine Lainez                 | LO             | 242          | 0,64         |             |             |  |
|                | Josiane Lagrange                 | MPF            | 182          | 0,48         |             |             |  |
|                | Nicolle Anell                    | MNR            | 118          | 0,31         |             |             |  |
|                |                                  |                |              |              |             |             |  |
| Inscrits       | Inscrits                         | Inscrits       | 73 850       | 100,00       | 73 849      | 100,00      |  |
| Abstentions    | Abstentions                      | Abstentions    | 35 477       | 48,04        | 36 595      | 49,55       |  |
| Votants        | Votants                          | Votants        | 38 373       | 51,96        | 37 254      | 50,45       |  |
| Blancs et nuls | Blancs et nuls                   | Blancs et nuls | 547          | 1,43         | 1 251       | 3,36        |  |
| Exprimés       | Exprimés                         | Exprimés       | 37 826       | 98,57        | 36 003      | 96,64       |  |

La suppléante de Jean-Marie Demange était Anne Grommerch. Anne Grommerch remplaça Jean-Marie Demange, décédé, du 17 novembre 2008 au 19 juin 2012.

### Élections de 2012
| Candidat       | Candidat                       | Parti                    | Premier tour | Premier tour | Second tour | Second tour |  |
| Candidat       | Candidat                       | Parti                    | Voix         | %            | Voix        | %           |  |
| -------------- | ------------------------------ | ------------------------ | ------------ | ------------ | ----------- | ----------- |  |
|                | Anne Grommerch sortante réélue | UMP                      | 20 130       | 40,04        | 26 519      | 53,07       |  |
|                | Bertrand Mertz                 | PS                       | 19 422       | 38,63        | 23 449      | 46,93       |  |
|                | Élisabeth Barget               | RBM (FN)                 | 6 779        | 13,48        |             |             |  |
|                | Annie Hackenheimer             | FG (PCF) (Divers gauche) | 1 360        | 2,71         |             |             |  |
|                | Éliane Romani                  | EÉLV                     | 1 289        | 2,56         |             |             |  |
|                | Agnès Lenert                   | DLR                      | 641          | 1,27         |             |             |  |
|                | Marie-Paul Behr                | AÉI                      | 350          | 0,70         |             |             |  |
|                | Guy Maurhofer                  | LO                       | 301          | 0,60         |             |             |  |
|                |                                |                          |              |              |             |             |  |
| Inscrits       | Inscrits                       | Inscrits                 | 97 029       | 100,00       | 97 022      | 100,00      |  |
| Abstentions    | Abstentions                    | Abstentions              | 46 124       | 47,54        | 45 838      | 47,24       |  |
| Votants        | Votants                        | Votants                  | 50 905       | 52,46        | 51 184      | 52,76       |  |
| Blancs et nuls | Blancs et nuls                 | Blancs et nuls           | 633          | 1,24         | 1 216       | 2,38        |  |
| Exprimés       | Exprimés                       | Exprimés                 | 50 272       | 98,76        | 49 968      | 97,62       |  |

### Élections de 2017
Les élections législatives françaises de 2017 ont eu lieu les dimanches 11 et 18 juin 2017.
|                                                                            |                                                                                 |                           |                           |                          |                          |
|                                                                            |                                                                                 | Premier tour 11 juin 2017 | Premier tour 11 juin 2017 | Second tour 18 juin 2017 | Second tour 18 juin 2017 |
|                                                                            |                                                                                 |                           |                           |                          |                          |
|                                                                            |                                                                                 | Nombre                    | % des inscrits            | Nombre                   | % des inscrits           |
| Inscrits                                                                   | Inscrits                                                                        | 99 479                    | 100,00                    | 99 482                   | 100,00                   |
| Abstentions                                                                | Abstentions                                                                     | 56 004                    | 56,30                     | 61 702                   | 62,02                    |
| Votants                                                                    | Votants                                                                         | 43 475                    | 43,70                     | 37 780                   | 37,98                    |
|                                                                            |                                                                                 |                           | % des votants             |                          | % des votants            |
| Bulletins blancs                                                           | Bulletins blancs                                                                | 575                       | 1,32                      | 2 742                    | 7,26                     |
| Bulletins nuls                                                             | Bulletins nuls                                                                  | 178                       | 0,41                      | 825                      | 2,18                     |
| Suffrages exprimés                                                         | Suffrages exprimés                                                              | 42 722                    | 98,27                     | 34 213                   | 90,56                    |
|                                                                            |                                                                                 |                           |                           |                          |                          |
| Candidat Étiquette politique (partis et alliances)                         | Candidat Étiquette politique (partis et alliances)                              | Voix                      | % des exprimés            | Voix                     | % des exprimés           |
|                                                                            |                                                                                 |                           |                           |                          |                          |
|                                                                            | Isabelle Rauch La République en marche                                          | 15 458                    | 36,18                     | 23 995                   | 70,13                    |
|                                                                            | Émilie Matz Front national (Civitas)                                            | 5 690                     | 13,32                     | 10 218                   | 29,87                    |
|                                                                            | Patrick Luxembourger Divers droite (Les Républicains diss.)                     | 5 647                     | 13,22                     |                          |                          |
|                                                                            | Pauline Lapointe-Zordan Les Républicains (Union des démocrates et indépendants) | 5 618                     | 13,15                     |                          |                          |
|                                                                            | Jean-Luc Pierré La France insoumise                                             | 4 157                     | 9,73                      |                          |                          |
|                                                                            | Brigitte Vaïsse Parti socialiste                                                | 2 885                     | 6,75                      |                          |                          |
|                                                                            | Guy Harau Europe Écologie Les Verts                                             | 1 243                     | 2,91                      |                          |                          |
|                                                                            | Carole Lelièvre-Christiany Debout la France                                     | 699                       | 1,64                      |                          |                          |
|                                                                            | Anne Richard Parti communiste français                                          | 416                       | 0,97                      |                          |                          |
|                                                                            | Guy Maurhofer Lutte ouvrière                                                    | 268                       | 0,63                      |                          |                          |
|                                                                            | Kévin Giges Régionaliste (Mouvement 100 %)                                      | 245                       | 0,57                      |                          |                          |
|                                                                            | Angela Maïo Divers (Union populaire républicaine)                               | 222                       | 0,52                      |                          |                          |
|                                                                            | François Gauche Divers                                                          | 174                       | 0,41                      |                          |                          |
|                                                                            | Yan Sander Divers                                                               | 0                         | 0,00                      |                          |                          |
| Source : Ministère de l'Intérieur - Neuvième circonscription de la Moselle |                                                                                 |                           |                           |                          |                          |

### Élections de 2022
Les élections législatives françaises de 2022 se déroulent les dimanches 12 et 19 juin 2022.
| Résultats des élections législatives des 12 et 19 juin 2022 de la 9e circonscription de la Moselle |                          |                                            |                          |              |              |             |             |
| Candidat                                                                                           | Candidat                 | Parti et coalition                         | Nuance                   | Premier tour | Premier tour | Second tour | Second tour |
| Candidat                                                                                           | Candidat                 | Parti et coalition                         | Nuance                   | Voix         | %            | Voix        | %           |
| | Isabelle Rauch           | Horizons (Ens)                             | ENS                      | 13 406       | 32,56        | 20 048      | 55,03       |
| | Brigitte Vaisse          | PS (NUPES)                                 | NUP                      | 9 126        | 22,16        | 16 386      | 44,97       |
| | Stéphane Reichling       | RN                                         | RN                       | 8 918        | 21,66        |             |             |
| | Lucas Grandjean          | LR (UDC)                                   | LR                       | 2 798        | 6,80         |             |             |
| | Lionel Bieder            | DVD                                        | DVD                      | 1 578        | 3,83         |             |             |
| | Yan Rutili               | DVG (Fédération de la gauche républicaine) | RDG                      | 1 435        | 3,49         |             |             |
| | Aurélie Wallian          | REC                                        | REC                      | 1 336        | 3,24         |             |             |
| | Marlène Mellinger        | LP (UPF)                                   | DSV                      | 796          | 1,93         |             |             |
| | Laurène Bey              | PA                                         | ECO                      | 760          | 1,85         |             |             |
| | Fred Engel               | EPLL                                       | DIV                      | 424          | 1,03         |             |             |
| | Guy Maurhofer            | LO                                         | DXG                      | 424          | 1,03         |             |             |
| | Françoise Werckmann      | PL                                         | ECO                      | 173          | 0,42         |             |             |
| Votes valides                                                                                      | Votes valides            | Votes valides                              | Votes valides            | 41 174       | 97,66        | 36 434      | 92,08       |
| Votes blancs                                                                                       | Votes blancs             | Votes blancs                               | Votes blancs             | 759          | 1,80         | 2 416       | 6,11        |
| Votes nuls                                                                                         | Votes nuls               | Votes nuls                                 | Votes nuls               | 229          | 0,54         | 719         | 1,82        |
| Total                                                                                              | Total                    | Total                                      | Total                    | 42 162       | 100          | 39 569      | 100         |
| Abstention                                                                                         | Abstention               | Abstention                                 | Abstention               | 59 533       | 58,54        | 62 137      | 61,09       |
| Inscrits / participation                                                                           | Inscrits / participation | Inscrits / participation                   | Inscrits / participation | 101 695      | 41,46        | 101 706     | 38,91       |

### Élections de 2024
| Candidat                 | Candidat                 | Parti et coalition       | Nuance                   | Premier tour | Premier tour | Second tour | Second tour |
| Candidat                 | Candidat                 | Parti et coalition       | Nuance                   | Voix         | %            | Voix        | %           |
| ------------------------ | ------------------------ | ------------------------ | ------------------------ | ------------ | ------------ | ----------- | ----------- |
|                          | Baptiste Philippo        | RN                       | RN                       | 24 483       | 38,29        | 26 700      | 41,87       |
|                          | Isabelle Rauch           | HOR (ENS)                | ENS                      | 22 460       | 35,12        | 37 070      | 58,13       |
|                          | Brigitte Vaïsse          | PS (NFP)                 | UG                       | 14 607       | 22,84        | Retrait     | Retrait     |
|                          | Florent Hammerschmitt    | REC                      | REC                      | 1 181        | 1,85         |             |             |
|                          | Guy Maurhofer            | LO                       | EXG                      | 805          | 1,26         |             |             |
|                          | Laurent Kopp             | SE                       | DIV                      | 413          | 0,65         |             |             |
|                          |                          |                          |                          |              |              |             |             |
| Votes valides            | Votes valides            | Votes valides            | Votes valides            | 63 949       | 97,31        | 63 770      | 96,08       |
| Votes blancs             | Votes blancs             | Votes blancs             | Votes blancs             | 1 308        | 1,99         | 2 003       | 3,02        |
| Votes nuls               | Votes nuls               | Votes nuls               | Votes nuls               | 460          | 0,70         | 602         | 0,91        |
| Total                    | Total                    | Total                    | Total                    | 65 717       | 100          | 66 375      | 100         |
| Abstention               | Abstention               | Abstention               | Abstention               | 34 994       | 34,75        | 34 365      | 34,11       |
| Inscrits / participation | Inscrits / participation | Inscrits / participation | Inscrits / participation | 100 711      | 65,25        | 100 740     | 65,89       |

#### Département de la Moselle
- La fiche de l'INSEE de cette circonscription : « Tableaux et Analyses de la neuvième circonscription de la Moselle », sur insee.fr, site de l'Institut national de la statistique et des études économiques (consulté le 10 juin 2007) [PDF]

- « Tous les députés du département de la Moselle depuis 1789 », sur assemblee-nationale.fr, site de l'Assemblée nationale française (consulté le 10 juin 2007)

- « Informations contentieuses sur le département de la Moselle (Élections législatives de 2002) »(Archive.org • Wikiwix • Archive.is • Google • Que faire ?), sur conseil-constitutionnel.fr, site du Conseil constitutionnel (consulté le 13 juin 2007)

#### Circonscriptions en France
- « Carte des circonscriptions législatives en France », sur assemblee-nationale.fr, site de l'Assemblée nationale française (consulté le 10 juin 2007)

- « Résultats électoraux officiels en France »(Archive.org • Wikiwix • Archive.is • Google • Que faire ?), sur interieur.gouv.fr, site du ministère de l'Intérieur (France) (consulté le 13 juin 2007)

- Description et Atlas des circonscriptions électorales de France sur http://www.atlaspol.com, Atlaspol, site de cartographie géopolitique, consulté le 13 juin 2007.